# Rai Gold
Rai Gold è stata una struttura della Rai che si occupava del coordinamento dei canali Rai 4, Rai Movie, Rai Premium e Rai Italia.
Nata nel 2010, era inizialmente denominata Rai Digitale Terrestre (più brevemente Rai Digit) e in seguito Rai Premium, prima di adottare il nome attuale.

## Direttori
- Paolo Ruffini (27 aprile - 8 giugno 2010)
- Mauro Masi (ad interim, 8 giugno 2010 - 2 maggio 2011)
- Lorenza Lei (ad interim, 2 maggio - 28 settembre 2011)
- Roberto Nepote (28 settembre 2011 - 18 febbraio 2016)
- Angelo Teodoli (18 febbraio 2016 - 10 ottobre 2017)
- Roberta Enni (11 ottobre 2017 - giugno 2022)

## Vicedirettori con delega
- Cecilia Valmarana, delega a Rai Movie
- Paolo Bistolfi, delega a Rai Premium

## Loghi

26 novembre 2010 - 15 gennaio 2018
In uso dal 16 gennaio 2018